# Campos Altos
Campos Altos là một đô thị thuộc bang Minas Gerais, Brasil. Đô thị này có diện tích 719,121 km², dân số năm 2007 là 13184 người, mật độ 19,6 người/km².